# Thomas Dekker (cyclisme)
Pour les articles homonymes, voir Thomas Dekker et Dekker.
Thomas Dekker, né le 6 septembre 1984 à Dirkshorn, est un coureur cycliste néerlandais. Professionnel de 2005 à 2014, il est considéré au début de sa carrière comme un des meilleurs espoirs des Pays-Bas. Avec l'équipe Rabobank, il remporte notamment deux titres de champion des Pays-Bas du contre-la-montre en 2004 et 2005, Tirreno-Adriatico en 2006 et le Tour de Romandie en 2007. Engagé avec Silence-Lotto en 2009, 
il est contrôlé positif à l'EPO à la suite de la nouvelle analyse d'un échantillon datant de décembre 2007. Il est suspendu pour deux années en mai 2010. Revenu dans le peloton professionnel avec l'équipe Garmin, il met fin à sa carrière en mars 2015, après avoir échoué à battre le record de l'heure.

## Biographie

### Années junior et espoir
Thomas Dekker intègre l'équipe Rabobank Junior en 2002. Dès l'année suivante, il accède à l'équipe réserve nommée Rabobank GS3 évoluant en troisième division, dont il est alors le plus jeune coureur. À 18 ans, il remporte la course en ligne et le contre-la-montre des championnats de Pays-Bas dans la catégorie espoirs (moins de 23 ans). En fin de saison, il se classe troisième du championnat du monde de sa catégorie. Il remporte ses premiers succès chez les professionnels, dont notamment la contre-la-montre du Ster Elektrotoer où il termine dans la même seconde que le Suisse Fabian Cancellara. 
L'année 2004 lui apporte davantage de victoires. Il brille sur les compétitions espoirs grâce à ses capacités en contre-la-montre et remporte le Triptyque des Monts et Châteaux et le Tour de Thuringe. Il remporte également le Tour de Normandie, l'Olympia's Tour et devient à 19 ans champion des Pays-Bas du contre-la-montre. Grâce à ces résultats, Gerrie Knetemann le sélectionne pour l'épreuve chronométrée des Jeux olympiques d'Athènes, aux dépens d'Erik Dekker. Il y prend la 21e place, à plus de 3 minutes du vainqueur Tyler Hamilton. De retour des Jeux, il gagne le Grand Prix Eddy Merckx, épreuve contre-la-montre courue en duo avec Koen de Kort. Au Tour de l'Avenir, il remporte le prologue puis doit abandonner dans la troisième étape, victime du chute alors qu'il est leader du classement général. Durant ce mois de septembre, il rejoint l'équipe première de la Rabobank en tant que stagiaire à partir du Grand Prix de Fourmies et s'engage avec elle pour les deux saisons suivantes. Il participe aux championnats du monde espoirs à Vérone en Italie. Il prend la deuxième place de la course en ligne et du contre-la-montre, dont il était considéré comme le favori.

### Premières années professionnelles
Il est passé professionnel en 2005 au sein de la formation Rabobank dont il était membre de l'équipe espoirs en 2003 et 2004. Dekker, qui n'a aucun lien de parenté avec le célèbre cycliste Erik Dekker fait partie des grands espoirs du cyclisme aux Pays-Bas. Il se distingue par un très gros potentiel en contre-la-montre et ne démérite pas dans les étapes de montagne.
Le 15 août 2008, Thomas Dekker et Rabobank rompent le contrat qui les lie, permettant ainsi au coureur de chercher un nouvel employeur. Il commence la saison 2009 sous les couleurs de l'équipe Silence-Lotto. Trois jours avant le départ du Tour de France 2009, un échantillon datant de décembre 2007 révèle que Thomas Dekker est positif à l'EPO. Son équipe décide alors de l'écarter de la sélection pour le Tour de France, puis le licencie en octobre après que la contre-expertise a confirmé la première analyse. La fédération monégasque de cyclisme, à laquelle Dekker est affilié, prononce à son encontre une suspension de deux ans, soit jusqu'au 1er juillet 2011. Ses résultats obtenus après le 24 décembre 2007, jour du contrôle antidopage, sont annulés. Il est suspendu pour deux années en mai 2010.

### Retour à la compétition et fin de carrière
Thomas Dekker revient à la compétition en août 2011 lors du Tour du Portugal avec l'équipe continentale Chipotle Development, réserve de la Garmin-Cervélo. En novembre 2011, il signe dans l'équipe Garmin-Cervélo qui devient Garmin-Barracuda pour l'année 2012. Il retrouve le chemin de la victoire au mois d'avril sur le Circuit de la Sarthe en remportant la dernière étape. En août, il est sélectionné pour disputer le Tour d'Espagne, avec pour leader Andrew Talansky. C'est son premier grand tour depuis le Tour de France 2007.
Au deuxième semestre 2014 son contrat n'est pas renouvelé par les dirigeants de la formation Garmin-Cervélo. En novembre, il annonce son intention de tenter de battre le record de l'heure cycliste. Il fait sa tentative le 25 février 2015, au vélodrome d'Aguascalientes, au Mexique. Parcourant 52,221 km, il échoue à battre le record établi deux semaines auparavant par Rohan Dennis (52,491 km).
Le mois suivant, n'ayant pas retrouvé de contrat professionnel, il annonce la fin de sa carrière à 30 ans. Il résume : « En tant que jeune professionnel, je voulais une chose : gagner des courses de vélo. Et de préférence, le plus possible. Je voulais gagner à tout prix. C'était ma force, et en même temps c'était un piège dans lequel je suis tombé. ».

## Résultats sur les grands tours

### Tour de France
1 participation
- 2007 : 35e

### Tour d'Italie
3 participations
- 2005 : 75e
- 2013 : 136e
- 2014 : abandon (16e étape)

### Tour d'Espagne
1 participation
- 2012 : 149e

## Classements mondiaux
| Année              | 2005 | 2006 | 2007 | 2008 | 2009 | 2010 | 2011 |
| ------------------ | ---- | ---- | ---- | ---- | ---- | ---- | ---- |
| Classement ProTour | 35e  | 44e  | 17e  |      |      |      |      |
| UCI Europe Tour    |      |      |      |      |      |      | 538e |

## Distinctions
- Cycliste espoirs néerlandais de l'année : 2003